# Молярский, Абрам
Абрам Молярский (англ. Abram Molarsky; 1879—1955) — американский художник импрессионистского и пост-импрессионистского стилей, прежде всего известный как пейзажист и колорист.

## Биография
Родился в 1879 году в Киеве в еврейской семье. В возрасте 12 лет вместе с семьей эмигрировал в Соединенные Штаты.
В 1889 году начал изучать живопись в Пенсильванской академии изящных искусств в Филадельфии, где его учителями были Уильям Чейз, Сесилия Бо и Thomas Pollock Anshutz. Затем Абрам со своим младшим братом Морисом, который тоже был студентом Пенсильванской академии, отправились в 1906 году Париж для продолжения своего художественного образования. В 1908 году Абрам вернулся в Филадельфию, где женился на художнице Sarah Ann Shreve.
В 1913 году состоялась первая персональная выставка Абрама Молярского в галерее Doll & Richards Gallery в Бостоне, где к этому времени осел художник с женой. После пяти лет пребывания в Бостоне, семья переехала в город Натли, штат Нью-Джерси, где Молярский провел всю оставшуюся жизнь. Многие пейзажи местных парков, лесов и полей он писал недалеко от Натли, где с женой они работали пленэре. Во время летних каникул они часто бывали в городках Provincetown, Gloucester и  Rockport штата Массачусетс. В 1922 году художника посетил журналист газеты Boston Evening Transcript, написавший о нём статью.
Умер в 1955 году в США.
На протяжении всей своей карьеры Абрам Молярский выставлялся во многих галереях и музеев США, включая Пенсильванскую академию изящных искусств, Галерею Коркоран, Национальную академию дизайна, Чикагский институт искусств, Ньюаркский музей и Монклерский художественный музей. В Нью-Йорке он представлял свои работы в галерее Milch Gallery. Кроме этого он занимался педагогической деятельностью, обучая акварели и пастели студентов города Натли.